# Акра (Израел)
 Тази статия е за града в Палестина.  За столицата на Гана вижте Акра.  
Акра или Ако (на латиница: Akkon, също Akko, в древността Akers, Acre, Accho, Acco, Hacco и St. Jean d’Acre, в по-стари български източници Акя) е град в Северен Израел, в областта Галилея, споменат още в Библията.

## История
Разположен на брега на Средиземно море в северната част на залива на Хайфа (старото му име е залив на Акра), градът е чест обект на нападение. Най-ранното му споменаване е в египетски текстове от 19 век пр. Хр. В Библията се казва, че градът не е бил във владение на евреите по времето на Йосиф и неговите наследници, а дълго време принадлежи на ханаанци и финикийци. Александър Македонски превзема Акра през 332 г. пр. Хр. През 638 г. градът попада в арабски ръце, а в 1104 г. е превзет от кръстоносците, които му дават името St. Jean d’Acre и той става последната им столица. В 1187 г. той е отвоюван от Саладин. След падането на Йерусалим под мюсюлманска власт през 1244 г. Акра остава една от последните военни бази на кръстоносците в Светите земи докато през 1291 е завладяна от мамелюците и с това приключва периодът на Второто Йерусалимско кралство на кръстоносците в Светите земи. През 1517 г. е включен в Османската империя на Селим Първи и остава в границите ѝ до края на Първата световна война. През 18 век вече запустелият град е отново изграден. Оттогава са изградените от османския Йезар Паша и запазени укрепления на града. Благодарение на солидната си крепост и с помощ от английски кораби градът устоява на обсада от войските на Наполеон в продължение на 61 дни през 1799 г.
През 1918 г. е превзет от британски части и впоследствие става част от Палестина, когато тя е под британско управление. На 17 май 1948 г. е превзет от частите на еврейската паравоенна организация Хагана, която организира операции срещу британците, и става част от новосформираната държава Израел.

## Съвремие
В днешни дни градът има 45 600 жители, от които голяма част са израелски араби, живеещи в старата част на града. Известен е като морски курорт и рибарско пристанище. Развива се и металообработвателната промишленост. Град Акко е обявен от ЮНЕСКО за част от Световното културно наследство.

## Побратимени градове
- Белско-Бяла, Полша
- Брегенц, Австрия
- Диърфийлд Бийч, Флорида, САЩ
- Кантън, Охайо, САЩ
- Ла Рошел, Франция от 1972 г.
- Пиза, Италия от 1998 г.
- Реклингхаузен, Германия